# Oliver Peoples
Oliver Peoples è un'azienda statunitense produttrice di occhiali da sole e da vista. Fondata nel 1987, è attualmente di proprietà di Luxottica. Il marchio è venduto nelle boutique Oliver Peoples, online e nei negozi specializzati di tutto il mondo. Gli occhiali Oliver Peoples sono progettati a Los Angeles e prodotti in Italia e Giappone.

## Storia
L'azienda apre la sua prima boutique a West Hollywood nel 1987, anno in cui appare per la prima volta anche sulla copertina della versione tedesca di Vogue. Da allora il marchio è comparso su numerosi periodici di moda, tra cui GQ, Elle, Esquire e Vanity Fair.
Caratterizzato da minuziosi dettagli, estetica retrò e materiali di alta qualità, è popolare tra le celebrità, tra cui Brad Pitt, Angelina Jolie, Tom Cruise, Larry David e Barack Obama.
Nel 2006, Oakley acquista Oliver Peoples per 46,7 milioni di dollari. L'anno successivo Oakley e i suoi asset vengono acquisiti dal leader del settore, Luxottica.
Al 31 dicembre 2018 Luxottica gestisce 37 negozi di fascia alta a marchio Oliver Peoples, che offrono esclusivamente prodotti del marchio. 

## Nella cultura di massa
Bruce Willis indossa una variante del modello O'Malley da sole nel film del 1997 The Jackal.
Brad Pitt indossa tre varianti del modello 523 da sole nel film del 1999 Fight Club.
Nel film del 2000 American Psycho, il protagonista Patrick Bateman, interpretato da Christian Bale dice che il suo collega yuppie, Marcus Halberstram, ha il suo stesso debole per gli occhiali Oliver Peoples. Il protagonista e molti dei suoi colleghi sono raffigurati tutti con lo stesso modello di occhiali Oliver Peoples.
Nel film di successo del 2001, Ocean's Eleven, Brad Pitt indossa il modello Whistle. Lo stesso modello è indossato da Alfred Molina in Spider-Man 2.
Nell'episodio finale della stagione 6 della serie Entourage, Vincent e Johnny Chase comprano un paio di occhiali da sole nel flagship store sul Sunset Boulevard, prima del loro viaggio in Italia.
Il modello Cary Grant è creato con la collaborazione degli eredi dell'attore ed è ispirato agli occhiali che l'attore indossa nel film Intrigo internazionale.
Charlize Theron nel film The Old Guard indossa degli occhiali modello Oliver Sun.